# NGC 31
NGC 31 este o galaxie spirală barată din constelația Pegasus. 

## Legături externe
- NGC 31 la WikiSky: DSS2, SDSS, GALEX, IRAS, Hydrogen α, X-Ray, Astrophoto, Sky Map, Articole și imagini